# 고라역
고라역(일본어: 強羅駅)은 일본 가나가와현 아시가라시모군 하코네정에 위치한 하코네 등산 철도의 역이다. 역 번호는 OH 57이다.

## 역사
- 1919년 6월 1일: 철도선의 역이 영업 개시.
- 1921년 12월 1일: 강삭선 역이 아래에 고라 역으로 영업 개시.
- 1922년 7월 1일: 강삭선 역이 고라 역으로 역명 변경.
- 1944년 2월 11일: 강삭선의 역 영업 정지.
- 1950년 7월 1일: 강삭선의 역 영업 재개.
- 1977년 4월 16일: 현 역사로 개축.
- 1997년: 간토의 역 백선에 선정됨. 선정 이유는 "주위와 자연스럽게 조화하고 스위스를 떠올린 오두막풍의 역"이다.

## 역 구조
본 역은 변칙적인 역 구조에서 등산 전차의 하코네유모토 역 방향이 1번 선, 길이가 2번 선(모두 1면 1선)인 배치이다. 역사의 구조상 1번 선과 2번 선을 오갈 수 없고 1번 선 쪽에는 자동 개찰기가 설치되었으나 PASMO 사용 개시와 함께 철거되고 간이 개찰기가 설치되었다. 2번 선 측은 유인 개찰구이다. 케이블 카는 2번 선 옆에서 발착한다.
이전에는 1번 선의 연장선 상에 2번 선이 있고 1번 선이 하차 승강장에서 2번 선이 승차 승강장과 엇갈린다. 일상의 시간대는 1번 선에서 하차 후, 2번 선에 회송된다. 그러나, 1번 선 출입구에 자동 개찰기가 설치되었던 시기에는 심야 등 일부 감편되는 시간대만 2번 선을 승차 승강장에서 하지 않고 1번 선에서 승차하고 내리는 회송 열차가 존재했다. 증편되는 시간대는 1, 2번 선에 열차가 함께 1번 선이 승차 승강장으로 인하여 2번 승강장에 후에 도착한 열차가 회송으로 측선(현, 2번 승강장)에 대피하고 1번 선 열차가 발차한 후 다시 대피시킨 전차를 1번 선에 입선시킨다는 절차를 취하고 있다. 또, 하코네 대문자 담금질 개최 시의 당시의 임시 다이아는, 증편 시간대 운행표를 확장시킨 것으로 측선에 자기와 안쪽에 2량 편성과 3량 편성을 한 편성씩 일시적으로 유치하고 축제 종료와 맞추어 각각 1, 2번 선으로 회차하여 하코네유모토 행으로 운행했다.
2009년 3월 개정된 다이아에서는 케이블 카의 영업 운행 시간대에 환승 편리성을 향상시킬 수 있도록 2번 선에서 발착, 그 이외의 시간이 1번 선을 사용하고 있다(야간 체박에 사용되는 경우에는 2번 선도 사용한다). 혼잡 시에는 1번 선에서 하차한 후, 유모토 방향의 건널목 부근까지 인상한 후 2번 선에 입선시킨다. 그래서, 건널목의 차단기는 2번 선 입선 완료까지는 열지 않는다.
역사는 산장을 본뜬 특징적인 건물이다. 1997년경까지 역사의 오른쪽에 나무가 서있었다. 특징적인 건물 때문에 드라마 등에 자주 등장할 수 있고 텔레비전 도쿄 계열에서 방송된 애니메이션 "우리는 챔피언"에서는 비 오는 골인 지점으로 그려졌다.
종일 직원배치역이다. 매표 창구(오다큐 로맨스 카 특급권도 발매), 자동 매표기가 설치되었다.
하코네 등산 철도의 표시 간판이나 팜플렛에서는 각 역의 표고가 제시되어 있고 예전에 553m로 표기되었으나 2013년 재고 조사에서 541m로 정정되었다.

## 역 주변
- 하코네 고라 우체국
- 고라 공원
- 고라 온천

## 사진

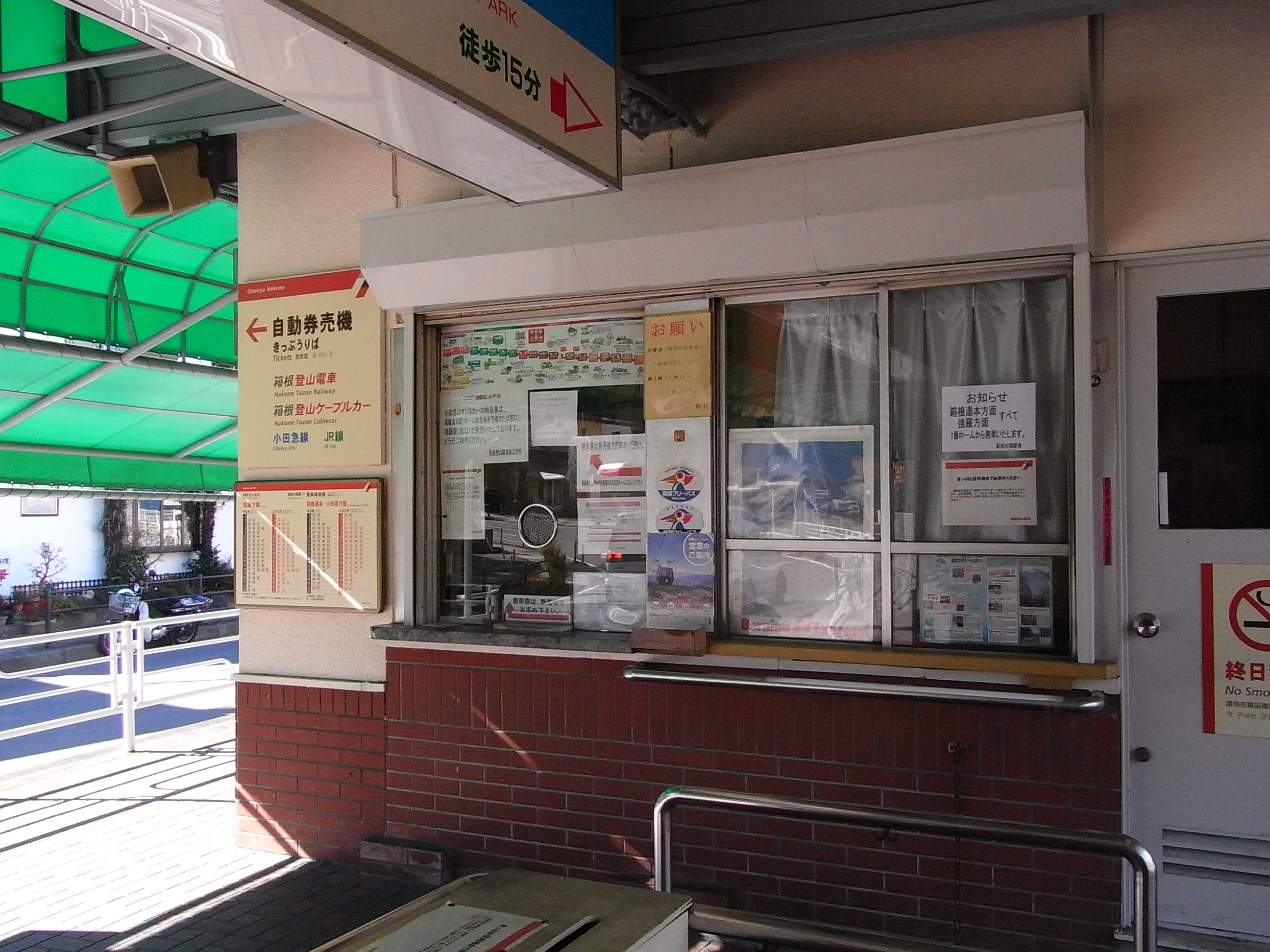
매표소

## 인접역
| 하코네 등산 철도 철도선          | 하코네 등산 철도 철도선 | 하코네 등산 철도 철도선    |
| -------------------------------- | ----------------------- | -------------------------- |
| OH 56 조코쿠노모리 오다와라 방면 |                         | 시·종착역                  |
| 하코네 등산 철도 강삭선          |                         |                            |
| 시·종착역                        |                         | 고엔시모 OH 58 소운잔 방면 |